# Sheet
Sheet är en by och en civil parish i East Hampshire i Hampshire i England.